# 5250 Яс
5250 Яс (5250 Jas) — астероїд головного поясу, відкритий 21 серпня 1984 року.
Тіссеранів параметр щодо Юпітера — 3,312.